# Olympische Sommerspiele 2020/Schwimmen – 200 m Rücken (Männer)
Der Wettkampf im 200-Meter-Rückenschwimmen der Männer bei den Olympischen Spielen 2020 in Tokio wurde vom 28. bis 30. Juli 2021 im Tokyo Aquatics Centre ausgetragen.

## Rekorde
Vor Beginn der Olympischen Spiele waren folgende Rekorde gültig.
| Weltrekord         | Aaron Peirsol | 1:51,92 min | Rom, Italien           | 31. Juli 2009  |
| Olympischer Rekord | Tyler Clary   | 1:53,41 min | London, Großbritannien | 2. August 2012 |

Während der Olympischen Spiele wurde folgender Rekord gebrochen:
| Olympischer Rekord | Jewgeni Michailowitsch Rylow | 1:53,27 min | Tokio, Japan | 30. Juli 2021 |

## Vorlauf

### Vorlauf 1
| Platz | Name                  | Nation       | Zeit        | Anmerkung |
| ----- | --------------------- | ------------ | ----------- | --------- |
| 1     | Grigori Tarassewitsch | ROC          | 1:56,82 min |           |
| 2     | Martin Binedell       | Südafrika    | 1:58,47 min |           |
| 3     | Robert Glință         | Rumänien     | 1:59,18 min |           |
| 4     | Yakov Toumarkin       | Israel       | 1:59,65 min |           |
| 5     | Merdan Ataýew         | Turkmenistan | 2:03,68 min |           |

### Vorlauf 2
| Platz | Name             | Nation         | Zeit        | Anmerkung |
| ----- | ---------------- | -------------- | ----------- | --------- |
| 1     | Luke Greenbank   | Großbritannien | 1:54,63 min |           |
| 2     | Lee Ju-ho        | Südkorea       | 1:56,77 min | NR        |
| 3     | Radosław Kawęcki | Polen          | 1:56,83 min |           |
| 4     | Ryōsuke Irie     | Japan          | 1:56,97 min |           |
| 5     | Ádám Telegdy     | Ungarn         | 1:57,70 min |           |
| 6     | Markus Thormeyer | Kanada         | 1:57,85 min |           |
| 7     | Berke Saka       | Türkei         | 1:58,66 min |           |
| 8     | Kalojan Lefterow | Bulgarien      | 1:58,96 min |           |

### Vorlauf 3
| Platz | Name                 | Nation             | Zeit        | Anmerkung |
| ----- | -------------------- | ------------------ | ----------- | --------- |
| 1     | Ryan Murphy          | Vereinigte Staaten | 1:56,92 min |           |
| 2     | Roman Mityukov       | Schweiz            | 1:57,45 min |           |
| 3     | Xu Jiayu             | China              | 1:57,76 min | Rückzug   |
| 4     | Yohann Ndoye Brouard | Frankreich         | 1:57,96 min |           |
| 5     | Matteo Restivo       | Italien            | 1:58,36 min |           |
| 6     | Francisco Santos     | Portugal           | 1:58,58 min |           |
| 7     | Mewen Tomac          | Frankreich         | 1:59,02 min |           |
| 8     | Jakub Skierka        | Polen              | 1:59,30 min |           |

### Vorlauf 4
| Platz | Name             | Nation             | Zeit        | Anmerkung |
| ----- | ---------------- | ------------------ | ----------- | --------- |
| 1     | Jewgeni Rylow    | ROC                | 1:56,02 min |           |
| 2     | Bryce Mefford    | Vereinigte Staaten | 1:56,37 min |           |
| 3     | Keita Sunama     | Japan              | 1:57,07 min |           |
| 4     | Tristan Hollard  | Australien         | 1:57,24 min |           |
| 5     | Brodie Williams  | Großbritannien     | 1:57,48 min |           |
| 6     | Nicolás García   | Spanien            | 1:57,62 min |           |
| 7     | Jan Čejka        | Tschechien         | 1:58,02 min |           |
| 8     | Christian Diener | Deutschland        | 1:58,27 min |           |

## Halbfinale

### Lauf 1
| Platz | Name                 | Nation         | Zeit        | Anmerkung |
| ----- | -------------------- | -------------- | ----------- | --------- |
| 1     | Jewgeni Rylow        | ROC            | 1:54,45 min |           |
| 2     | Ádám Telegdy         | Ungarn         | 1:56,19 min |           |
| 3     | Radosław Kawęcki     | Polen          | 1:56,68 min |           |
| 4     | Ryōsuke Irie         | Japan          | 1:56,69 min |           |
| 5     | Yohann Ndoye Brouard | Frankreich     | 1:56,83 min |           |
| 6     | Tristan Hollard      | Australien     | 1:56,92 min |           |
| 7     | Lee Ju-ho            | Südkorea       | 1:56,93 min |           |
| 8     | Brodie Williams      | Großbritannien | 1:57,73 min |           |

### Lauf 2
| Platz | Name                  | Nation             | Zeit        | Anmerkung |
| ----- | --------------------- | ------------------ | ----------- | --------- |
| 1     | Luke Greenbank        | Großbritannien     | 1:54,98 min |           |
| 2     | Ryan Murphy           | Vereinigte Staaten | 1:55,38 min |           |
| 3     | Nicolás García        | Spanien            | 1:56,35 min |           |
| 4     | Bryce Mefford         | Vereinigte Staaten | 1:56,37 min |           |
| 5     | Grigori Tarassewitsch | ROC                | 1:57,06 min |           |
| 6     | Roman Mityukov        | Schweiz            | 1:57,07 min |           |
| 7     | Keita Sunama          | Japan              | 1:57,16 min |           |
| 8     | Markus Thormeyer      | Kanada             | 1:59,36 min |           |

## Finale
30. Juli 2021, 03:50 MEZ
| Platz | Name             | Nation             | Zeit        | Anmerkung |
| ----- | ---------------- | ------------------ | ----------- | --------- |
| 1     | Jewgeni Rylow    | ROC                | 1:53,27 min | OR        |
| 2     | Ryan Murphy      | Vereinigte Staaten | 1:54,15 min |           |
| 3     | Luke Greenbank   | Großbritannien     | 1:54,72 min |           |
| 4     | Bryce Mefford    | Vereinigte Staaten | 1:55,49 min |           |
| 5     | Ádám Telegdy     | Ungarn             | 1:56,15 min |           |
| 6     | Radosław Kawęcki | Polen              | 1:56,39 min |           |
| 7     | Ryōsuke Irie     | Japan              | 1:57,32 min |           |
| 8     | Nicolás García   | Spanien            | 1:59,06 min |           |